# 杜祖健
杜祖健（日语：と　そけん，日语： Anthony T. Tu，1930年8月12日—2024年11月2日），臺裔美籍化學家，美國科羅拉多州立大學名譽教授（榮休教授），日本千葉科學大學教授。以毒性學和生物兵器、化學兵器的見知於世。

## 生平
1930年在日治台灣台北出生，是藥理學者杜聰明醫生的三男，母親林雙隨，來自台中望族霧峰林家。就讀台北市樺山小學校，和台北一中（今建國中學前身）。1953年，國立台灣大學理學院化學系畢業到美國聖母大學、史丹福大學、耶魯大學學習化學和生物化學。
曾任教猶他州立大學，1967年起在科羅拉多州立大學教書。1998年成為名譽教授。
奧姆真理教沙林毒氣事件中，在指導日本警察當局分析沙林毒氣的方法上表現相當活躍。
喜歡演奏鋼琴，兄弟姊妹為杜淑純、杜祖智、杜祖誠、杜祖信。

## 著書
- 《毒蛇的博物誌》，講談社，1984年。
- 《中毒學概論－毒的科學－》，藥業時報社，1999年。
- 《化学・生物兵器概論》，藥業時報社，2001年。
- 《事件からみた毒　トリカブトからサリンまで》，化学同人，2001年。
- 《生物兵器、恐怖主義的對處法》，藥業時報社，2002年。
- 《沙林事件的真實》，新風舍文庫，2005年。
- 《奔流的樹葉：杜祖健與毒物共舞的人生》，玉山社，2020年。
- 《毒物專家看台灣與世界》，玉山社，2022年。

### 編著
- 《島國知音：台灣問題專家葛超智其人其事》，前衛出版社，2022年。